# Kiszel
A kiszel a keleti szláv (Oroszország, Ukrajna, Belarusz), a balti országok, Lengyelország és Finnország gasztronómiájának specialitása, keményítő hozzáadásával készített édes, folyékony vagy zselé állagú desszert. Készülhet friss és aszalt gyümölcsből – leginkább bogyós gyümölcsökből –, de almából is, gyümölcslevekből, szörpökből és híg lekvárból. Általában burgonyakeményítőt tartalmaz, de alkalmanként használnak készítéséhez kukoricakeményítőt vagy kovászt is. A Kárpát-medencében hasonló készítmény a gyümölcsös cibere (keszőce, kiszi).

## Etimológia és története
A kiszel a 10. század óta ismert. Az Elmúlt idők krónikájában említi annak szerzője, Nesztor. Eredetileg a zabpehelyfőzet volt, a burgonya elterjedését követően készítik burgonyakeményítővel.

## Készítése, fogyasztása
Egy pohár bogyós gyümölcshöz (áfonya, fekete áfonya, fekete vagy vörös ribizli) egy liter vizet, 1/2 pohár cukrot, 4 evőkanál keményítőt számítunk. A gyümölcsöt összetörjük, felöntjük forró vízzel és 10–15 percig főzzük, végül átpasszírozzuk. A kapott főzethez hozzáadjuk a cukrot és felforraljuk, hozzáadjuk az előzőleg lehűtött gyümölcslében elkevert keményítőt. Ismét felforraljuk, majd lehűtve tálaljuk. Ízlés szerint savanyíthatjuk 1-2 mokkáskanálnyi citromlével. Sűrűségét a keményítő mennyiségével állítjuk be.
A kiszelt hidegen és melegen is fogyasztják. Konzisztenciája a folyékonytól a zseléig terjed. A balti országokban a sűrűbb zselészerű változatát gyakran alkalmazzák  öntetként is pudingokhoz, túróból készült édességekhez, esetleg fagylalthoz. Oroszországban és Ukrajnában az iható, hígabb változata az elterjedtebb.